# Philipp Huspek
Philipp Huspek (sinh 5 tháng 2 năm 1991) là một cầu thủ bóng đá Áo đang thi đấu cho SK Sturm Graz. Anh chơi ở vị trí tiền vệ.

## Cuộc sống cá nhân
Em trai của anh Felix Huspek cũng là một cầu thủ bóng đá.